# Triphosa petronata
Triphosa petronata là một loài bướm đêm trong họ Geometridae.